# 马尔皮卡德塔霍
马尔皮卡德塔霍，是西班牙卡斯蒂利亚-拉曼恰托莱多省的一个市镇。总面积80平方公里，总人口1892人（2001年），人口密度24人/平方公里。